# جون إي. فراير
جون إي. فراير (بالإنجليزية: John E. Fryer)‏ هو طبيب نفسي وعالم نفس أمريكي، ولد في 7 نوفمبر 1938 في وينشستر في الولايات المتحدة، وتوفي في 21 فبراير 2003 بسبب ذات الرئة.